# 1912년 하계 올림픽 오스트랄라시아 선수단
오스트랄라시아는 1912년 5월 5일부터 7월 27일까지 스웨덴 스톡홀름에서 열린 제5회 하계 올림픽에 참가했다. 오스트레일리아와 뉴질랜드 출신 선수 26명으로 구성되었다. 오스트랄라시아 혼성팀은 지난 1908년 대회에도 참가하였으나, 다음 1920년 대회부터는 오스트레일리아와 뉴질랜드가 별개의 선수단으로 출전하게 되었다.
1912년 대회에는 뉴질랜드 선수가 총 세 명 출전했는데 맬컴 챔피언, 앤서니 와일딩, 조지 힐이 그들이다. 와일딩은 남자 실내종목에서 동메달을 땄으며 챔피언은 수영 계주팀에 참가해 공동 금메달을 따냈다.

## 메달 집계

### 종목별 참가 선수 및 메달 집계
| 종목   | 참가 선수 | 1 | 2 | 3 | 합계 |
| 수영   | 9         | 2 | 2 | 2 | 6    |
| 테니스 | 1         | 0 | 0 | 1 | 1    |
| 육상   | 5         | 0 | 0 | 0 | 0    |
| 조정   | 10        | 0 | 0 | 0 | 0    |
| 합계   | 25        | 2 | 2 | 3 | 7    |

### 메달리스트
| 메달   | 이름                                              | 종목   | 세부 종목               |
| ------ | ------------------------------------------------- | ------ | ----------------------- |
| 금메달 | 패니 듀락                                         | 수영   | 100m 자유형             |
| 금메달 | 레즐리 보드맨 맬컴 챔피언 세실 힐리 해롤드 하드윅 | 수영   | 남자 4x200m 자유형 계주 |
| 은메달 | 세실 힐리                                         | 수영   | 100m 자유형             |
| 은메달 | 윌헤미너 와일리                                   | 수영   | 100m 자유형             |
| 동메달 | 해롤드 하드윅                                     | 수영   | 400m 자유형             |
| 동메달 | 해롤드 하드윅                                     | 수영   | 1500m 자유형            |
| 동메달 | 앤서니 와일딩                                     | 테니스 | 실내 단식               |

## 수영
총 9명의 선수가 참가했으며 여섯 개의 메달을 획득했다. 메달 색깔별로 두 개씩 가져갔을 뿐만 아니라 당대 세계신기록 하나, 그리고 대회 끝 올림픽 신기록 하나도 추가하는 업적을 이루었다.
오스트랄라시아 선수단의 여성 수영선수였던 패니 듀락과 미나 와일리는 유일한 여성 개인종목인 100m 자유형에서 1-2위를 각각 차지했다. 듀락은 4강전에서 올림픽 신기록을 세웠으며 이후 나머지 경기에서도 이 기록은 깨지지 않았다.
남자 자유형 계주팀은 세계 신기록을 세우며 금메달을 땄다. 본래 세계 신기록은 지난 대회 때 영국팀이 세운 종전 기록인 10:53.4를 1차 준준결승전에서 미국팀이 경신한 10:26.4였는데, 오스트랄라시아 팀은 준결승에서 이보다 12.4초 더 빠른 기록을 달성했다. 그리고 결승에서는 이보다 2.8초 더 빠른 기록으로 자체 경신하기까지 했다.
해롤드 하드윅과 세실 힐리는 결승에서 3-4위로 각각 들어와 남자 400m 자유형 올림픽 기록을 잠시나마 보유했다. 하드윅은 1500m 자유형에서 동메달을, 힐리는 100m 자유형에서 은메달을 땄다.
| 선수                                              | 세부 종목            | 예선 라운드 | 예선 라운드 | 준준결선  | 준준결선  | 준결선     | 준결선    | 결선       | 결선      |
| 선수                                              | 세부 종목            | 결과        | 순위        | 결과      | 순위      | 결과       | 순위      | 결과       | 순위      |
| 레즐리 보드맨                                     | 100m 자유형          | 1:06:0      | 6           | 1:05.4    | 7         | 진출 실패  | 진출 실패 | 진출 실패  | 진출 실패 |
| 맬컴 챔피언                                       | 400m 자유형          |             |             | 5:37.0    | 5         | 5:38.0     | 6         | 진출 실패  | 진출 실패 |
| 맬컴 챔피언                                       | 1500m 자유형         |             |             | 23:34.0   | 7         | 23:24.2    | 6         | 출전 포기  | 출전 포기 |
| 패니 듀락                                         | 100m 자유형          |             |             | 1:19.8 OR | 1         | 1:20.2     | 1         | 1:22.2     | 1         |
| 해롤드 하드윅                                     | 100m 자유형          | 1:05.8      | 5           | 1:06.0    | 8         | 진출 실패  | 진출 실패 | 진출 실패  | 진출 실패 |
| 해롤드 하드윅                                     | 400m 자유형          |             |             | 5:36.0 OR | 3         | 5:31.0     | 3         | 5:31.2     | 3         |
| 해롤드 하드윅                                     | 1500m 자유형         |             |             | 23:23.2   | 6         | 23:14.0    | 4         | 23:15.4    | 3         |
| 세실 힐리                                         | 100m 자유형          | 1:05:2      | 3           | 1:04.8    | 5         | 1:05.6     | 3         | 1:04.6     | 2         |
| 세실 힐리                                         | 400m 자유형          |             |             | 5:34.0 OR | 1         | 5:37.8     | 5         | 5:37.8     | 4         |
| 윌리엄 롱워스                                     | 100m 자유형          | 1:05.2      | 3           | 1:05.2    | 6         | 1:06.2     | 5         | 출전 포기  | 출전 포기 |
| 윌리엄 롱워스                                     | 1500m 자유형         |             |             | 23:03.6   | 3         | 출전 포기  | 출전 포기 | 진출 실패  | 진출 실패 |
| 프랭크 슈라이버                                   | 200m 평영            |             |             | 3:24.0    | 17        | 진출 실패  | 진출 실패 | 진출 실패  | 진출 실패 |
| 프랭크 슈라이버                                   | 400m 평영            |             |             | 7:07.8    | 10        | 진출 실패  | 진출 실패 | 진출 실패  | 진출 실패 |
| 시어도어 타테이코버                               | 100m 자유형          | 1:12.2      | ?           | 진출 실패 | 진출 실패 | 진출 실패  | 진출 실패 | 진출 실패  | 진출 실패 |
| 시어도어 타테이코버                               | 400m 자유형          |             |             | 출전 포기 | 출전 포기 | 진출 실패  | 진출 실패 | 진출 실패  | 진출 실패 |
| 미나 와일리                                       | 100m 자유형          |             |             | 1:26.8    | 6         | 1:27.0     | 3         | 1:25.4     | 2         |
| 레즐리 보드맨 맬컴 챔피언 해롤드 하드윅 세실 힐리 | 4 × 200m 자유형 계주 |             |             |           |           | 10:14.0 WR | 1         | 10:11.2 WR | 1         |

## 육상
총 다섯 명의 선수가 참가했다.

### 트랙 경기
| 선수            | 세부 종목 | 예선 라운드 | 예선 라운드 | 준결선    | 준결선    | 결선      | 결선      |
| 선수            | 세부 종목 | 결과        | 순위        | 결과      | 순위      | 결과      | 순위      |
| 조지 힐         | 5000m     |             |             | 15:56.8   | ?         | 진출 실패 | 진출 실패 |
| 조지 힐         | 10000m    |             |             | 도중 포기 | 도중 포기 | 진출 실패 | 진출 실패 |
| 윌리엄 머레이   | 10km 경보 |             |             | 실격      | 실격      | 진출 실패 | 진출 실패 |
| 스튜어트 풀터   | 마라톤    |             |             |           |           | 도중 포기 | 도중 포기 |
| 클로드 로스     | 400m      | ?           | ?           | 진출 실패 | 진출 실패 | 진출 실패 | 진출 실패 |
| 윌리엄 스튜어트 | 100m      | 11.0        | ?           | ?         | ?         | 진출 실패 | 진출 실패 |
| 윌리엄 스튜어트 | 200m      | 26.0        | ?           | 도중 포기 | 도중 포기 | 진출 실패 | 진출 실패 |

## 조정
총 10명의 선수가 참가했다.
| 선수 | 키잡이        | 세부 종목 | 예선   | 예선 | 준준결선  | 준준결선  | 준결선    | 준결선    | 결선      | 결선      |
| 선수 | 키잡이        | 세부 종목 | 결과   | 순위 | 결과      | 순위      | 결과      | 순위      | 결과      | 순위      |
| 세실 맥빌리                                                                                               |               | 싱글스컬  | 실격   | 실격 | 진출 실패 | 진출 실패 | 진출 실패 | 진출 실패 | 진출 실패 | 진출 실패 |
| 존 라이리 사이먼 프레이저 휴즈 워드 토머스 파커 헨리 호엔슈타인 시드니 미들턴 헨리 로스보든 로저 피처딘지 | 로버트 웨일리 | 에이트    | 6:57.0 | ?    | ?         | ?         | 진출 실패 | 진출 실패 | 진출 실패 | 진출 실패 |

## 테니스
총 1명의 선수가 참가했다. 앤서니 와일딩이 남자 단식 종목에만 출전해 동메달로 대회를 마쳤다.
| 선수          | 세부 종목      | 64강           | 32강                                     | 16강                                 | 8강                                | 준결승                              | 결승                                | 순위 | 순위 |
| 선수          | 세부 종목      | 상대 선수 결과 | 상대 선수 결과                           | 상대 선수 결과                       | 상대 선수 결과                     | 상대 선수 결과                      | 상대 선수 결과                      | 순위 | 순위 |
| 앤서니 와일딩 | 남자 실내 단식 |                | 실프베르스톨페 (SWE) · W – 6-0, 6-1, 6-1 | 그뢴포르스 (SWE) · W – 6-3, 6-3, 6-3 | 카리디아 (GBR) · W – 6-1, 6-2, 6-2 | 딕슨 (GBR) · L – 6-0, 4-6, 6-4, 6-4 | 로이 (GBR) · W – 4-6, 6-2, 7-5, 6-0 | 3    |      |

## 참고 자료
- 1912년 스톡홀름 올림픽 대회 공식 보고서 (디지털 복사본)
- International Olympic Committee website for Stockholm 1912
- 오스트레일리아 올림픽 위원회